# Villers-Saint-Christophe
Villers-Saint-Christophe és un municipi francès situat al departament de l'Aisne i a la regió dels Alts de França. L'any 2007 tenia 454 habitants.

## Demografia

### Població
El 2007 la població de fet de Villers-Saint-Christophe era de 454 persones. Hi havia 176 famílies de les quals 28 eren unipersonals (4 homes vivint sols i 24 dones vivint soles), 68 parelles sense fills, 72 parelles amb fills i 8 famílies monoparentals amb fills.
La població ha evolucionat segons el següent gràfic:
Habitants censats

### Habitatges
El 2007 hi havia 186 habitatges, 177 eren l'habitatge principal de la família, 2 eren segones residències i 7 estaven desocupats. 183 eren cases i 3 eren apartaments. Dels 177 habitatges principals, 153 estaven ocupats pels seus propietaris, 23 estaven llogats i ocupats pels llogaters i 1 estava cedit a títol gratuït; 3 tenien dues cambres, 35 en tenien tres, 52 en tenien quatre i 87 en tenien cinc o més. 128 habitatges disposaven pel capbaix d'una plaça de pàrquing. A 75 habitatges hi havia un automòbil i a 83 n'hi havia dos o més.

### Piràmide de població
La piràmide de població per edats i sexe el 2009 era:
| Homes | Edats   | Dones |
| ----- | ------- | ----- |
| 0     | 95 o +  | 0     |
| 0     | 90 a 94 | 0     |
| 0     | 85 a 89 | 0     |
| 4     | 80 a 84 | 8     |
| 8     | 75 a 79 | 12    |
| 8     | 70 a 74 | 4     |
| 12    | 65 a 69 | 8     |
| 16    | 60 a 64 | 12    |
| 8     | 55 a 59 | 12    |
| 16    | 50 a 54 | 12    |
| 24    | 45 a 49 | 12    |
| 16    | 40 a 44 | 28    |
| 20    | 35 a 39 | 12    |
| 20    | 30 a 34 | 24    |
| 12    | 25 a 29 | 16    |
| 8     | 20 a 24 | 8     |
| 12    | 15 a 19 | 12    |
| 8     | 10 a 14 | 12    |
| 12    | 5 a 9   | 20    |
| 24    | 0 a 4   | 20    |

## Economia
El 2007 la població en edat de treballar era de 303 persones, 217 eren actives i 86 eren inactives. De les 217 persones actives 192 estaven ocupades (106 homes i 86 dones) i 25 estaven aturades (10 homes i 15 dones). De les 86 persones inactives 20 estaven jubilades, 29 estaven estudiant i 37 estaven classificades com a «altres inactius».

### Ingressos
El 2009 a Villers-Saint-Christophe hi havia 175 unitats fiscals que integraven 458 persones, la mediana anual d'ingressos fiscals per persona era de 19.355,5 €.

### Activitats econòmiques
Dels 9 establiments que hi havia el 2007, 2 eren d'empreses de construcció, 3 d'empreses de transport, 1 d'una empresa d'hostatgeria i restauració i 3 d'empreses de serveis.
Els 2 serveis als particulars que hi havia el 2009 eren lampisteries.

## Equipaments sanitaris i escolars
El 2009 hi havia una escola elemental integrada dins d'un grup escolar amb les comunes properes formant una escola dispersa.

## Poblacions més properes
El següent diagrama mostra les poblacions més properes.